# 소 언더커버
《소 언더커버》(영어: So Undercover)는 2012년 공개된 미국의 범죄 액션 코미디 영화이다.

## 출연진
- 마일리 사이러스
- 제러미 피븐
- 마이크 오맬리
- 매슈 세틀
- 조시 보먼
- 켈리 오즈번
- 엘로이즈 멈퍼드
- 메건 파크
- 오텀 리서
- 알렉시스 냅